# حمزة الغامدي
حمزة الغامدي (18 نوفمبر 1980 - 11 سبتمبر 2001) أحد الخمسة الذين خطفوا طائرة يونايتد ايرلاينز الرحلة 175 كجزء من هجمات 11 سبتمبر .
ولد في الباحة في السعودية ثم غادر للقتال في الشيشان وربما أرسل إلى معسكرات تدريب القاعدة في أفغانستان حيث تم اختياره للمشاركة في هجمات 11 سبتمبر
وصل إلى الولايات المتحدة مايو 2001 بتأشيرة سياحية. وفي 11 سبتمبر 2001، استقل الغامدي طائرة يونايتد ايرلاينز الرحلة 175 وخطف الطائرة جنبا إلى جنب مع أربعة آخرين حيث تم صدم الطائرة بالبرج الجنوبي لمركز التجارة العالمي